# Louis Waizman
Louis Waizman (Ludwig Waizmann; * 6. November 1863 in Salzburg; † 24. August 1951 in Toronto) war ein österreichisch-kanadischer Komponist, Bratschist, Posaunist, Pianist und Musikpädagoge.

## Leben
Waizman nahm privaten Kompositionsunterricht bei Joseph Rheinberger und schloss 1884 ein Studium am Mozarteum ab. Anschließend reiste er mehrere Jahre als Mitglied einer österreichischen Militärkapelle durch Europa und Afrika, bis er 1893 nach Kanada auswanderte. Er lebte zunächst in Ottawa und war ab 1903 in Toronto Posaunist einer Kapelle und Theatermusiker. Daneben unterrichtete er Musiktheorie und Komposition. Unter anderem waren Leslie Bell, Percy Faith, Robert Farnon, Samuel Hersenhoren, Charles Jordan, Paul Scherman und Morris Surdin seine Schüler.
Von 1923 bis 1932 war er Bratschist und von 1923 bis 1946 Bibliothekar des Toronto Symphony Orchestra. Außerdem arbeitete er von 1933 bis 1951 als Arrangeur für die CBC. Waizman komponierte Klaviertrios, Kantaten, Orchestersuiten (darunter die Luigi von Kunits gewidmete Suite de Ballet) und Klavierwerke. Nach 1910 nahm er mehrere seiner Komposition auf Klavierrollen für Solodant, Solo Art und Star and Word auf. Unveröffentlichte Werke befinden sich noch in der Bibliothek des Toronto Symphony Orchestra.